# Bozovce
Bozovce (makedonsky: Бозовце, albánsky: Bozoc) je vesnice v Severní Makedonii. Nachází se v opštině Tetovo v Položském regionu.

## Demografie
Na konci 19. století byly Bozovce čistě albánskou vesnicí s nadvládou Osmanské říše. Podle statistik z roku 1900 žilo ve vesnici 300 muslimů albánské národnosti.
Podle statistiky z roku 1929 byla vesnice Bozovce součástí opštiny Seleč s centrem ve vesnici Šipkovica. Stálo zde 73 domů a žilo zde 472 Albánců.
Podle posledního sčítání lidu z roku 2021 žije ve vesnici 924 obyvatel. Etnickými skupinami jsou:
- Albánci - 921 (99,7 %)
- Makedonci - 1 (0,1 %)
- ostatní - 2 (0,2 %)

## Samospráva a politika
V obci se nachází volební místnost č. 2085 se sídlem v prostorách základní školy.
V prezidentských volbách v roce 2019 zde volilo celkem 957 lidí.

## Kulturní a přírodní památky
Dva kilometry od vesnice se nachází pohoří Šar planina. Dále se v blízkosti nachází jezero Karanikoličko a hory Mal Gol a Crn Gol.